# Temnaspis arida
Temnaspis arida es una especie de coleóptero de la familia Megalopodidae.

## Distribución geográfica
Habita en Borneo (Asia).